# Gaga arizonica
Gaga arizonica är en kantbräkenväxtart som först beskrevs av William Ralph Maxon, och fick sitt nu gällande namn av Fay W.Li och Windham. Gaga arizonica ingår i släktet Gaga och familjen Pteridaceae. Inga underarter finns listade.